# Carsten Byhring
Carsten Byhring (8. december 1918 i Kristiania – 6. april 1990 i Oslo) var en norsk skuespiller, som nok huskes mest for sin rolle som Kjell i den norske version af Olsen Banden.

## Udvalgt filmografi
- Operasjon Løvsprett (1962)
- Sult (1966)
- Lukket Avdeling (1972)
- Ungen (1974)

 Dette afsnit eller denne liste er kun påbegyndt. Hvis du ved mere om emnet, kan du hjælpe Wikipedia ved at tilføje mere.